# Центр штата Гояс (мезорегион)

Центр штата Гояс на карте.

Центр штата Гояс (порт. Mesorregião do Centro Goiano) — административно-статистический мезорегион в Бразилии. Входит в штат Гояс. Население составляет 3 056 794 человека (на 2010 год). Площадь — 40 821,762 км². Плотность населения — 74,88 чел./км².

## Демография
Согласно сведениям, собранным в ходе переписи 2010 г. Национальным институтом географии и статистики (IBGE), население мезорегиона составляет:
| Полное население                            | Полное население                            | Полное население                            | Полное население                            | 3 056 794 |
| ------------------------------------------- | ------------------------------------------- | ------------------------------------------- | ------------------------------------------- | --------- |
| в том числе:                                | Городское население                         | 2 908 285                                   | Процент городского населения, %             | 95,14     |
|                                             | Сельское население                          | 148 509                                     | Процент сельского населения, %              | 4,86      |
|                                             | Мужское население                           | 1 493 000                                   | Процент мужского населения, %               | 48,84     |
|                                             | Женское население                           | 1 563 794                                   | Процент женского населения, %               | 51,16     |
| Плотность населения, чел/км²                | Плотность населения, чел/км²                | Плотность населения, чел/км²                | Плотность населения, чел/км²                | 74,88     |
| Население мезорегиона в % к населению штата | Население мезорегиона в % к населению штата | Население мезорегиона в % к населению штата | Население мезорегиона в % к населению штата | 50,91     |

## Статистика
- Валовой внутренний продукт на 2003 год составляет 16 223 322 523,00 реалов (данные: Бразильский институт географии и статистики).
- Валовой внутренний продукт на душу населения на 2003 год составляет 5929,69 реалов (данные: Бразильский институт географии и статистики).
- Индекс развития человеческого потенциала на 2000 год составляет 0,787 (данные: Программа развития ООН).

## Состав мезорегиона
В мезорегион входят следующие микрорегионы:
1. Аникунс
2. Анаполис
3. Серис
4. Гояния
5. Ипора